# Ľudovít Záhoranský
Ľudovít Záhoranský (* 23. dubna 1939) je československý horolezec a trenér žijící na Moravě, zasloužilý mistr sportu v horolezectví, držitel zlatého odznaku Iamesu. V roce 1981 vystoupil jako první Čech na osmitisícovku Kančendženga.
V roce 1976 se zúčastnil první východočeské expedice do Himálají na sedmitisícový vrchol Kun Peak (7 085 m n. m.). V té době byl ženatý, měl jedno dítě, pracoval v podniku Metasport Ostrava jako zámečník, horolezectví se věnoval již 22 let a měl za sebou mnoho náročných výstupů v Alpách, na Kavkaze, v Pamíru a Himálaji, s řadou prvovýstupů, za které získal titul mistra i zasloužilého mistra sportu v horolezectví, horolezecký trenér.

## Výstupy
- 285 výstupů ve Vysokých Tatrách, např. Lapińského komín na Kazalnicu Mengusovskú
- 1976: Walkerův pilíř, Grandes Jorasses, Alpy
- Bonattiho cesta, Petit Dru, Alpy
- Bonattiho cesta, Grand Capucin, Alpy
- prvovýstupy na kavkazské 5-tisícovky
- prvovýstup na Pik Lenina (7 134 m n. m.), Pamír
- 1965: prvovýstup severní stěnou Šchary (Ján Ďurana, Gerhard Tschunko, Ľudovít Záhoranský)

## Expedice
- 1971: člen expedice Nanga Parbat (dosáhl 8 075 m n. m.)
- 1973: člen expedice Makalu (dosáhl 7 840 m n. m.)
- 1978: prvovýstup na Nandá Déví (7 816 m n. m.)
- 1981: Kančendženga (8 586 m n. m.), na vrcholu s Jozefem Psotkou, severní stěna - japonskou cestou přes "Tři terasy"
- 1984: člen expedice Mount Everest